# Voivodato de Kiev

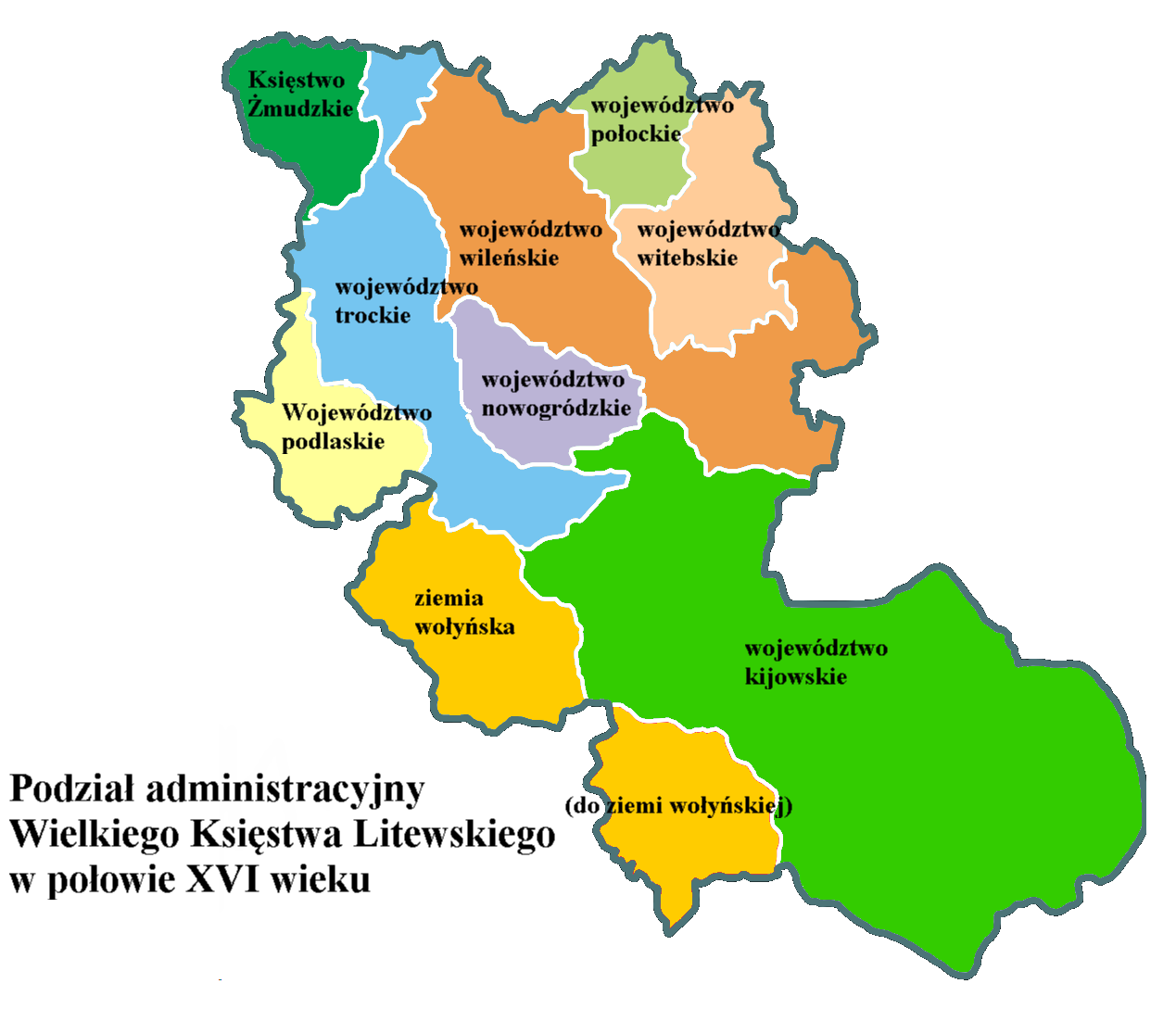
Voivodato de Kiev en color verde siendo el más grande del Gran Ducado de Lituania.

El voivodato de Kiev (en polaco: Województwo kijowskie; en ucraniano: Київське воєводство) o palatinado de Kiev fue una división administrativa del Gran Ducado de Lituania entre 1471 y 1569 y de la Corona del Reino de Polonia entre 1569 y 1793. Cubría una parte de la Pequeña Polonia, situado a la orilla derecha del río Dniéper y comprendía los distritos de Zhytómyr y de Óvruch, con obispo sufragáneo de Lemberg (Leópolis). El río Desná atravesaba una parte del Palatinado de Kiev, juntándose con el Dniéper un poco más arriba de Kiev. Su primer centro administrativo fue Kiev (entonces llamada Kiow o Kiovia en español), ciudad a la que también se debe el nombre de la región. Cuando Kiev fue entregada al Zarato Ruso en 1667 por el tratado de Andrúsovo, la capitalidad se trasladó a Zhytómyr, donde permaneció hasta 1793.

La posesión de la ciudad de Pólosko, ciudad muy fuerte en Lituania, en el palatinado de Póloczk, sobre el Duna, ha sido muchas veces disputada entre moscovitas y polacos, pero quedó finalmente en posesión de estos últimos. Esta ciudad, que tuvo antes título de ducado, dista cinco leguas polacas de Vilna, capital del Gran Ducado de Lituania. Conserva un obispo de rito griego, bajo el metropolitano de Kiovia, capital del Palatinado de Kiovia en Ucrania
"Continuación de la Historia Universal del P. Horacio Turselino", Madrid: J. García Lanza, 1756; autor: Doct. Juan Álvarez y Olano, presbítero.